# 한국생분해어망협회
한국생분해어망협회는 생분해 어망의 국내외 현황에 대한 조사연구와 정보교류 등을 통해 회원들의 권익을 증진시키고, 수산자원보호 및 수산환경 보호의 지속가능 구축에 기여하여 건전한 생분해어망 산업을 육성 목적으로 2010년 3월 2일 설립된 대한민국 농림수산식품부 소관의 사단법인이다. 사무실은 부산광역시 사하구 신평동 552에 있다.